# Storie di san Francesco
Le Storie di san Francesco sono un ciclo pittorico dipinto ad affresco nella parte inferiore dell'unica navata della basilica superiore di Assisi. Secondo alcuni storici dell'arte fu intrapreso subito dopo il 1296 (cioè dopo la realizzazione delle Storie dell'Antico e del Nuovo Testamento, presenti nella fascia superiore della navata), per altri tra il 1292 e il 1296.

## L'attribuzione
Si ritiene comunemente, come indicato nella tradizione storiografica a partire già dalle testimonianze più antiche (Riccobaldo Ferrarese, Ghiberti e Vasari), che gli affreschi del ciclo francescano di Assisi siano di mano di Giotto. In uno dei testi più citati, quello del Ghiberti, si legge: "Dipinse [Giotto] nella chiesa d'Asciesi nell'ordine de' frati minori quasi tutta la parte di sotto"; questo è stato inteso da molti come una indicazione del ciclo francescano lungo la fascia in basso della Basilica Superiore; altri, invece lo intendono come riferimento agli affreschi della Basilica Inferiore e non credono che Giotto sia l'autore del ciclo francescano. Giorgio Vasari nelle Vite afferma che Giotto fu chiamato da Giovanni Minio da Morrovalle, che fu generale dell'ordine francescano dal 1296 al 1304, date entro le quali potrebbero essere stati dipinti gli affreschi.
La tradizionale attribuzione a Giotto del ciclo di affreschi era stata messa in seria discussione già all'inizio del XX secolo soprattutto ad opera di studiosi e critici d'arte di area anglosassone (Rintelen, Oertel, Meiss). Gli studiosi italiani rimanevano invece in buona parte convinti della bontà della tesi vasariana con la sicura attribuzione a Giotto.
Studi recenti di Federico Zeri e di Bruno Zanardi, restauratore della Basilica di Assisi dopo il terremoto del 1997, hanno nuovamente messo in dubbio l'attribuzione a Giotto di tutto il ciclo, che potrebbe essere opera di maestri romani, con a capo Pietro Cavallini, l'unico grande pittore gotico che stranamente non sarebbe presente nel Cantiere di Assisi. Secondo questa tesi la mano di Giotto si individuerebbe soltanto negli affreschi della Basilica inferiore, gli unici che mostrano la medesima tecnica pittorica degli affreschi della Cappella degli Scrovegni di Padova.
La "questione giottesca" di Assisi è tuttora aperta, ma diversi studiosi, dopo i tentennamenti iniziali, sembrano ormai più propensi a mantenere l'attribuzione tradizionale a Giotto, per l'inconfondibile maniera di organizzare le scene, la padronanza della prospettiva intuitiva negli sfondi, il realismo, l'eloquenza senza fronzoli dei gesti e delle fisionomie. La questione giottesca, da argomento specialistico per storici dell'arte, è divenuto più recentemente oggetto di discussione più ampia grazie alla notorietà del premio Nobel Dario Fo, il quale con un libretto ha preso drasticamente posizione nella diatriba, negando a Giotto le Storie francescane.

## Stile

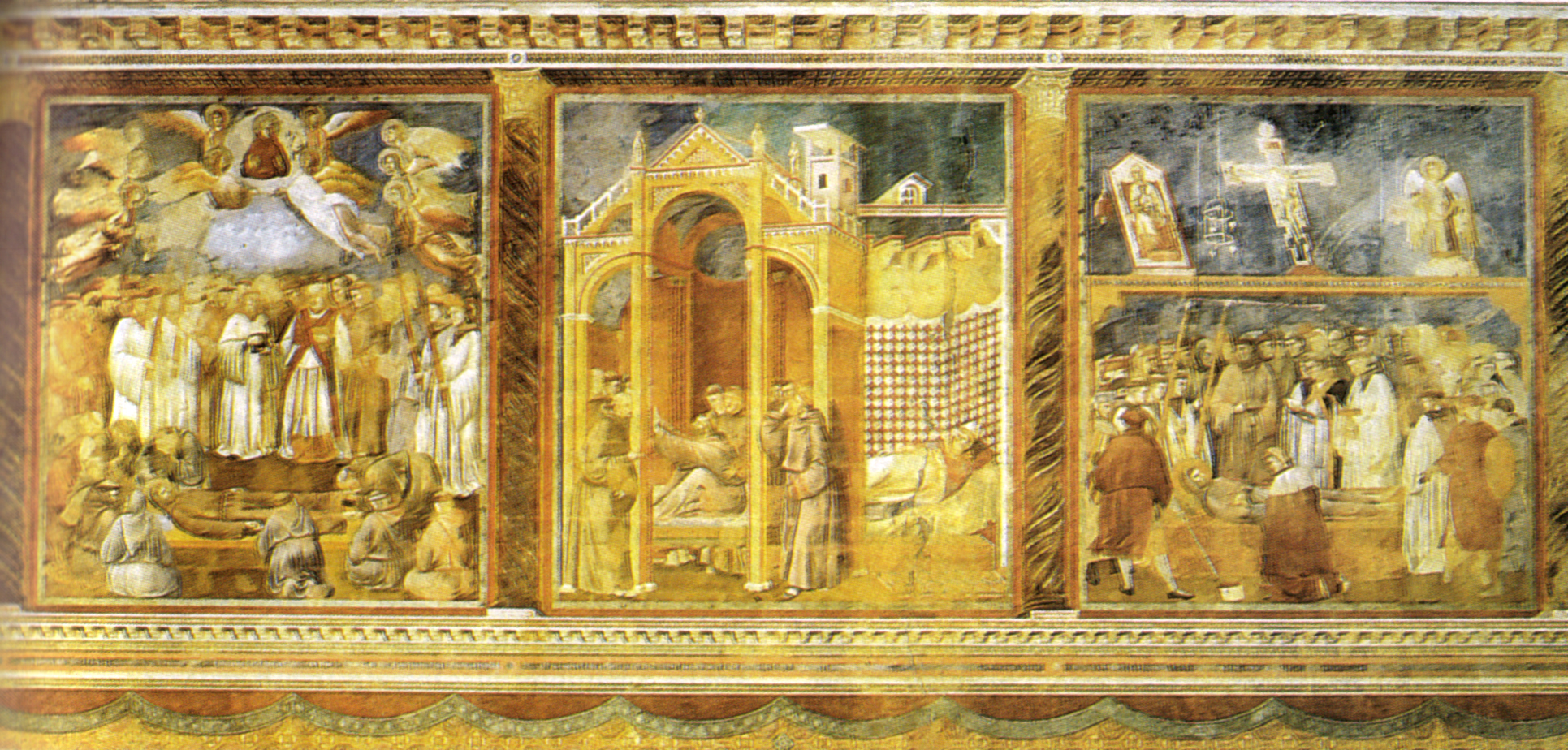
Lo spartito degli affreschi

Indipendentemente dal fatto che si tratti di Giotto o di un altro pittore, le scene non mostrano sempre la stessa qualità esecutiva, per cui furono sicuramente dipinte da più mani all'interno dello stesso cantiere con la supervisione di un protomagister. L'importanza del Ciclo francescano sta comunque nelle soluzioni formali rivoluzionarie. Innanzitutto l'impaginazione delle scene si differenzia nettamente dalle cornici geometriche pensate da Cimabue e dagli altri pittori duecenteschi: per essi la superficie era essenzialmente bidimensionale, ed era trattata quindi come la pagina miniata con motivi di corredo puramente decorativi. Per Giotto invece lo spazio pittorico doveva ricreare un volume tridimensionale e giustificò l'interruzione tra le scene tramite una serie di colonne che simulano un loggiato, sviluppando un'idea già usata, ad esempio nei mosaici della cupola del battistero di Firenze.
Con un sapiente dosaggio del chiaroscuro si rende l'evidenza plastica delle figure, mentre l'uso di architetture scorciate che svolgono il ruolo di quinte prospettiche creano degli spazi praticabili in cui i personaggi si muovono con naturalezza e coerenza, ad esempio possono girarsi di spalle rispetto all'osservatore: cosa prima inconcepibile. La composizione è libera dagli schematismi e simmetrie della pittura precedente, anche se accanto a scenari naturali ed architettonici realistici troviamo ancora delle rappresentazioni dal gusto arcaico e non tutti gli scorci sono resi con la stessa sicurezza: più incerte appaiono le città dipinte in lontananza e gli edifici delle prime tre campate della parete sinistra.

## Episodi
Il ciclo francescano di Assisi contempla i seguenti episodi (qui elencati con i titoli di didascalia):

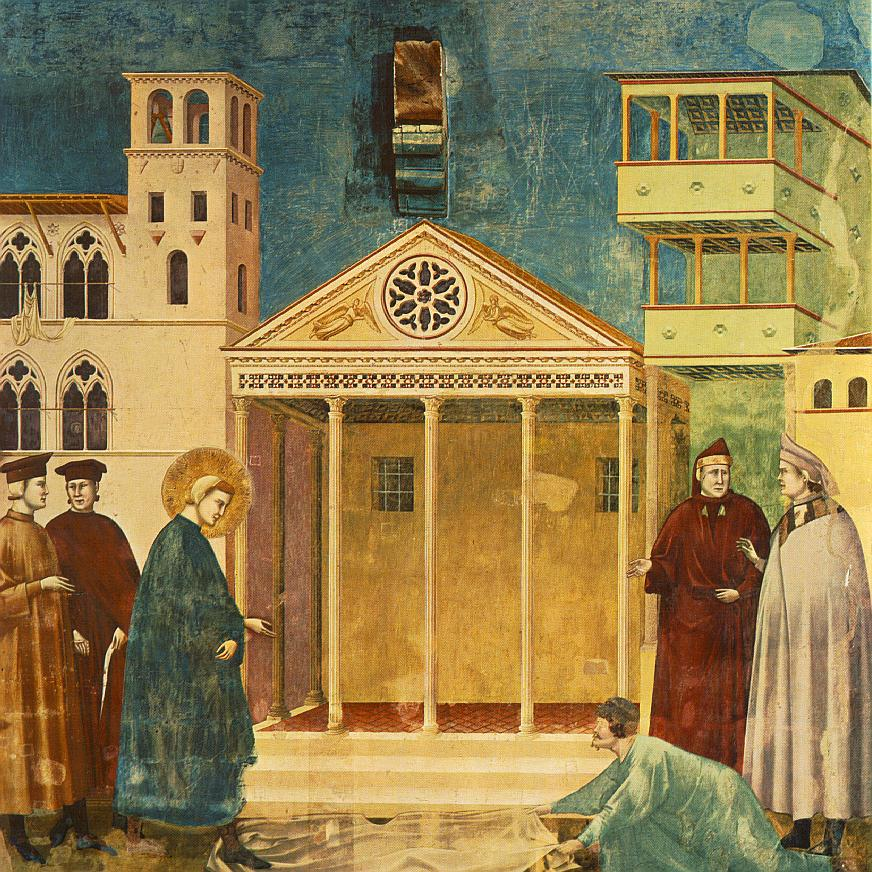
L'omaggio del semplice
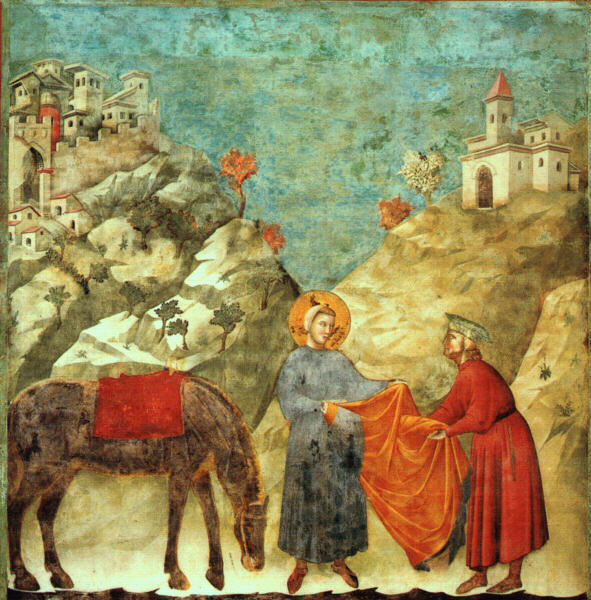
Il dono del mantello
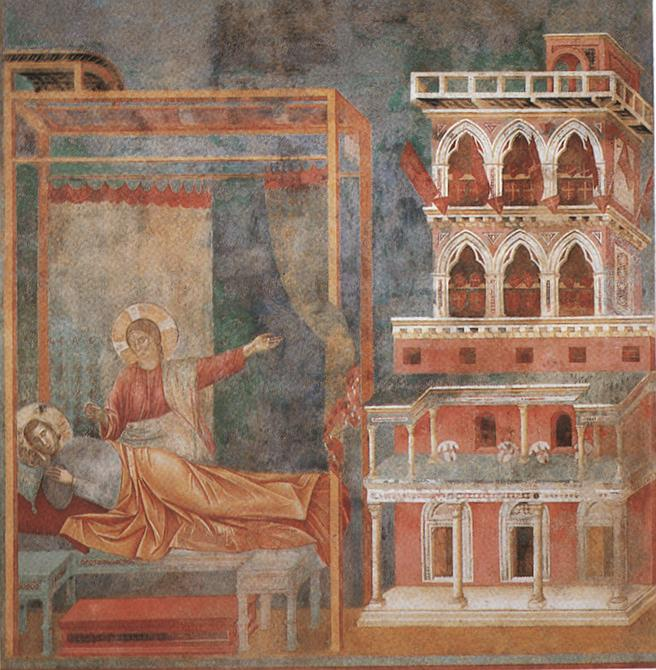
Il sogno del palazzo

- 1. Omaggio dell'uomo semplice: "Quando un uomo semplice di Assisi stese le vesti dinanzi al beato Francesco e rese omaggio a lui che passava; oltre a ciò - si crede per ammaestramento di Dio - asserì essere Francesco degno di ogni riverenza, come chi era per fare in un tempo prossimo grandi cose, e perciò dover essere onorato da tutti."[N 1]
- 2. San Francesco dona il mantello a un povero: "Quando il beato Francesco si incontrò con un cavaliere, nobile ma povero e malvestito, dalla cui indigenza mosso a compassione per affettuosa pietà, quello subito spogliatosi, rivestì."
- 3. Sogno delle armi: "la notte seguente, essendosi il beato Francesco assopito, vide un palazzo splendido e grande con armi guerresche fregiate del segno della croce di Cristo; e chiedendo di chi fossero, da una voce celeste gli fu risposto che esse sarebbero divenute tutte sue e dei suoi soldati."

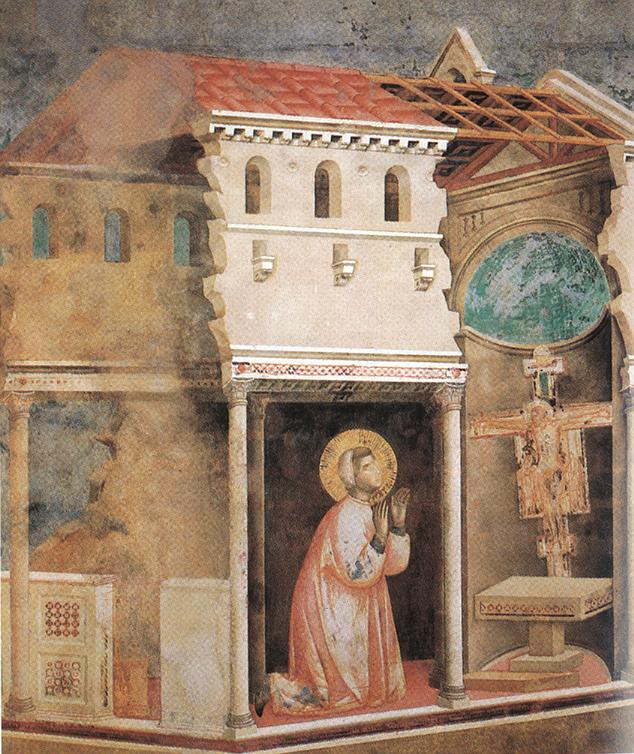
Il crocifisso di San Damiano
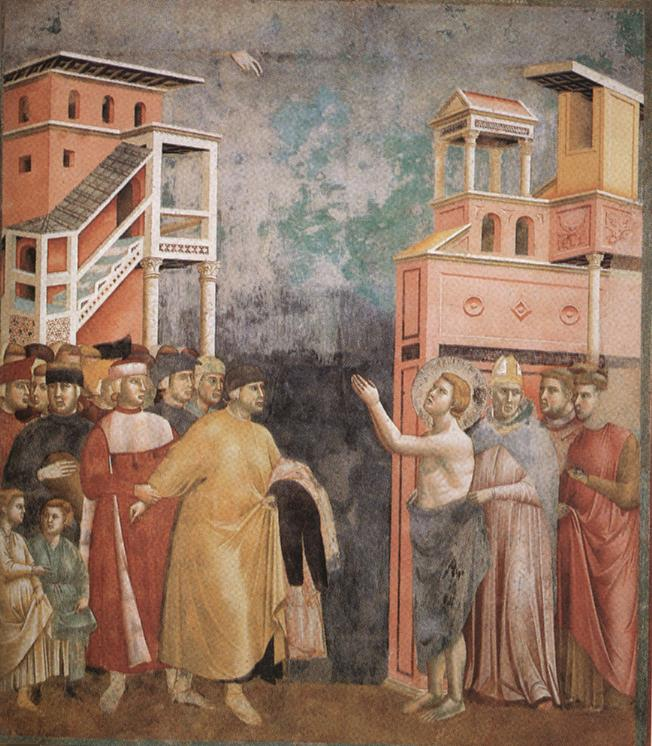
La rinuncia agli averi
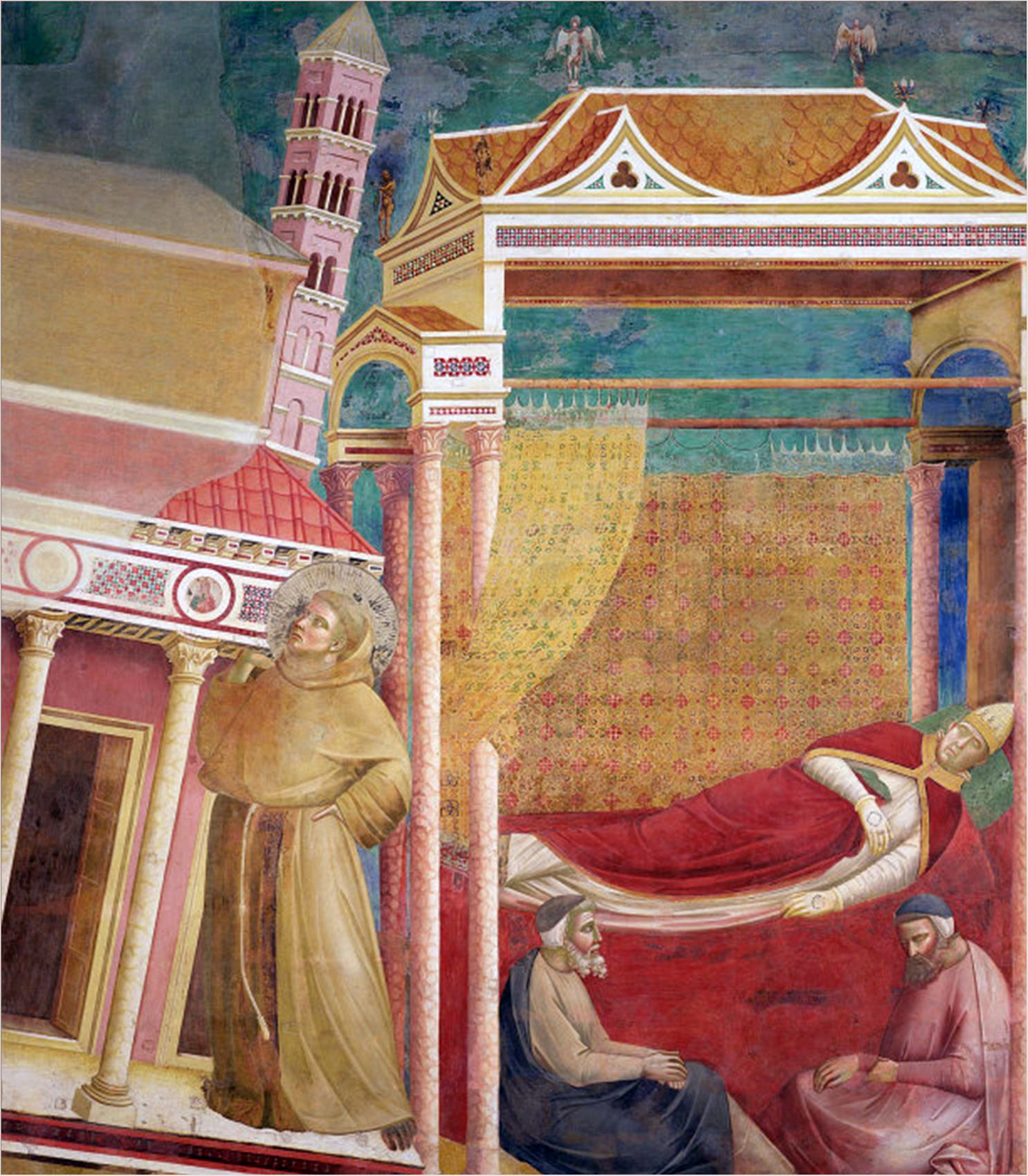
Il sogno di Innocenzo III

- 4. Preghiera in San Damiano: "Pregando il beato Francesco dinanzi all'immagine del Crocifisso, dalla croce venne una voce che disse tre volte: "Francesco, va', ripara la mia chiesa che tutta si distrugge", con ciò alludendo alla Chiesa di Roma."
- 5. San Francesco rinuncia ai beni terreni: "Quando restituì al padre ogni cosa e, deposte le vesti, rinunciò ai beni paterni e temporali, dicendo: "Di qui in avanti posso dire con certezza:-Padre nostro che sei nei cieli-, poiché Pietro di Bernardone m'ha ripudiato."
- 6. Sogno di Innocenzo III: "Come il papa vedeva la basilica lateranense esser già prossima alla rovina; la quale era sostenuta da un poverello <si intende il beato Francesco>, mettendole sotto il proprio dosso perché non cadesse."

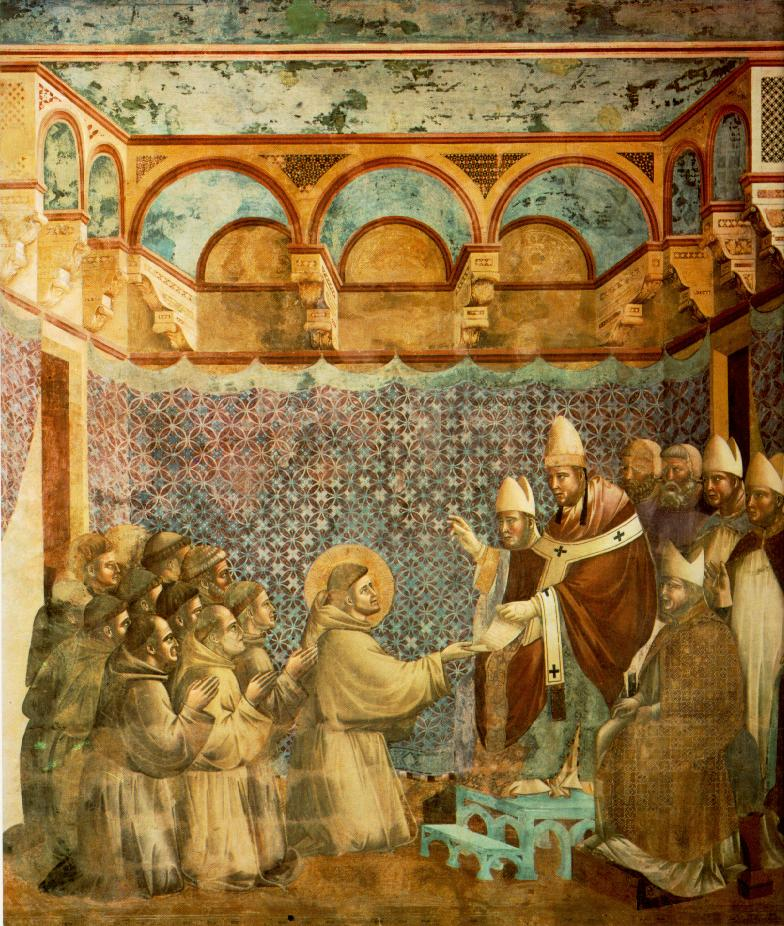
L'approvazione della Regola
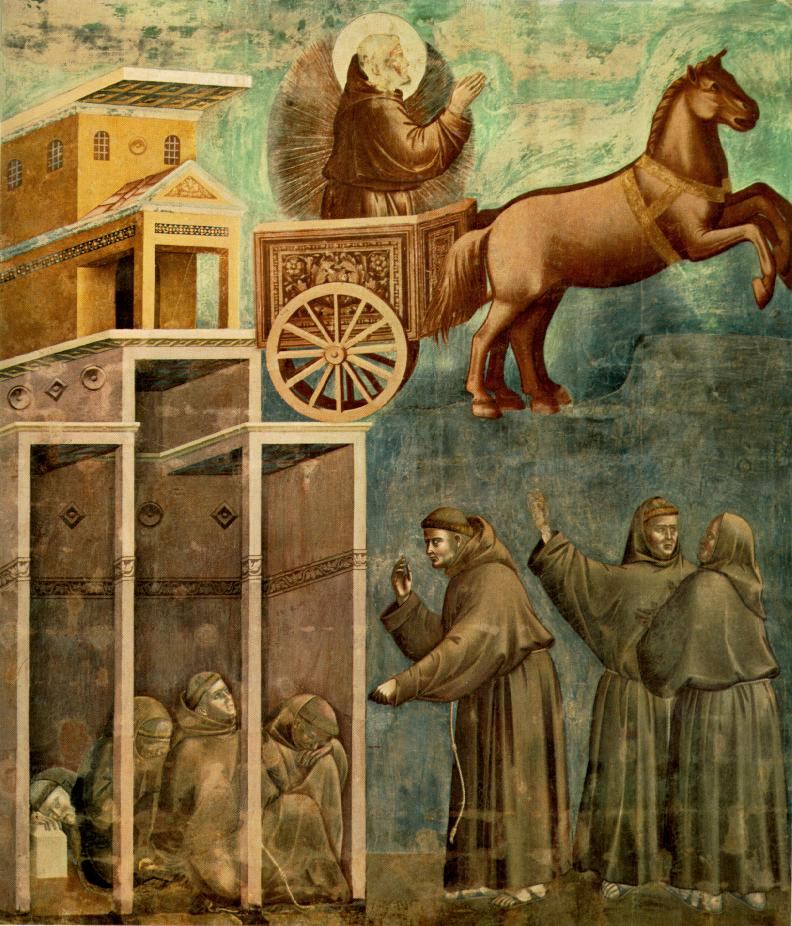
La visione del carro di fuoco
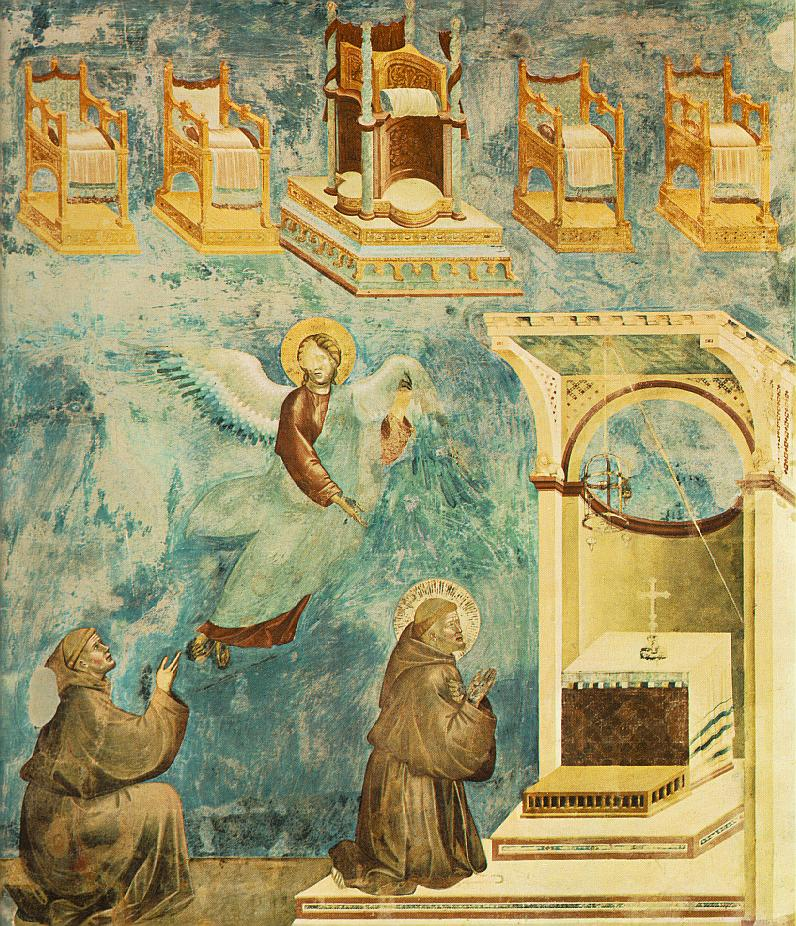
La visione dei troni

- 7. Innocenzo III conferma la Regola francescana: "Quando il papa approvò la Regola e diede mandato di predicare la penitenza, e ai frati, che aveano accompagnato il santo, fece fare corone, perché predicassero il verbo di Dio."
- 8. Apparizione di san Francesco su un carro di fuoco: "Pregando il beato Francesco in un tugurio ed essendo i suoi frati in un altro tugurio fuori dalla città, alcuni riposando e altri perseverando nelle orazioni, ed essendo il santo corporalmente lontano dai suoi figli, ecco che costoro videro il beato Francesco sopra un carro infocato e splendente correre per la casa, circa la mezzanotte, mentre il tugurio risplendeva d'una grande luce; onde stupirono quelli che vegliavano, si destarono e spaventarono gli altri che dormivano."
- 9. Visione dei troni: "Visione di un compagno di san Francesco che vide in cielo molti seggi, e uno, più degli altri degno, d'ogni gloria rifulgente; e udì una voce che diceva: "Questo seggio fu di uno degli angeli che caddero, e ora è riservato all'umile Francesco"."

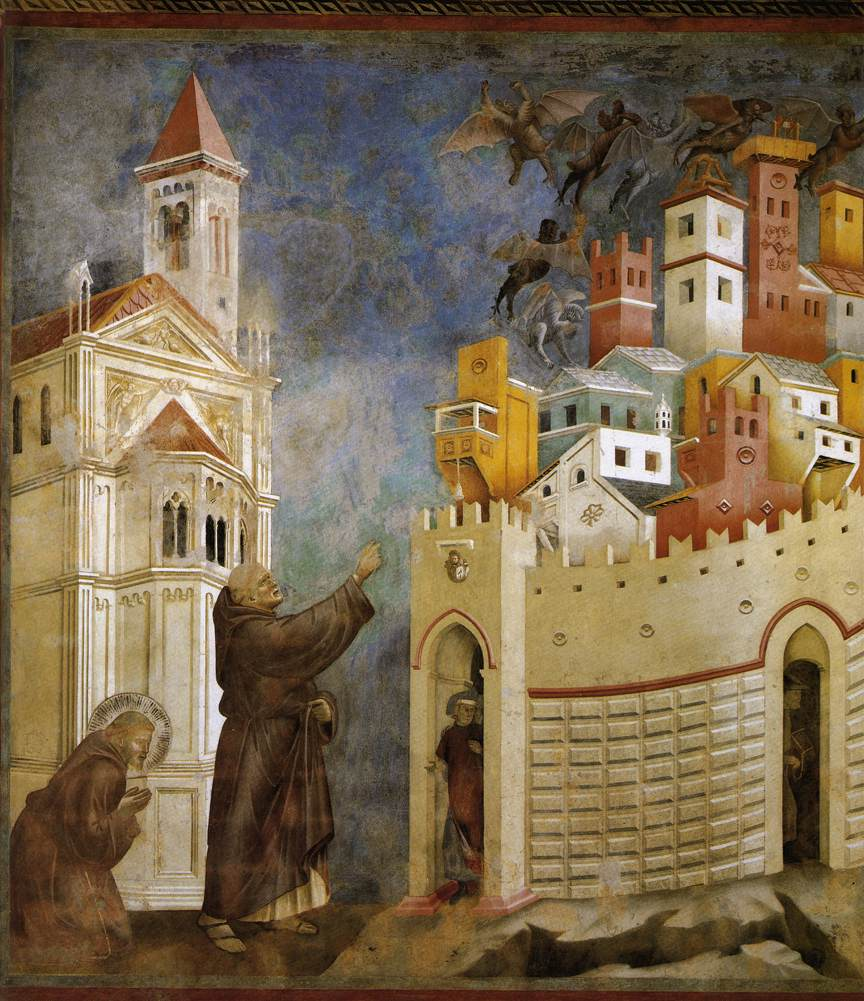
La cacciata dei diavoli
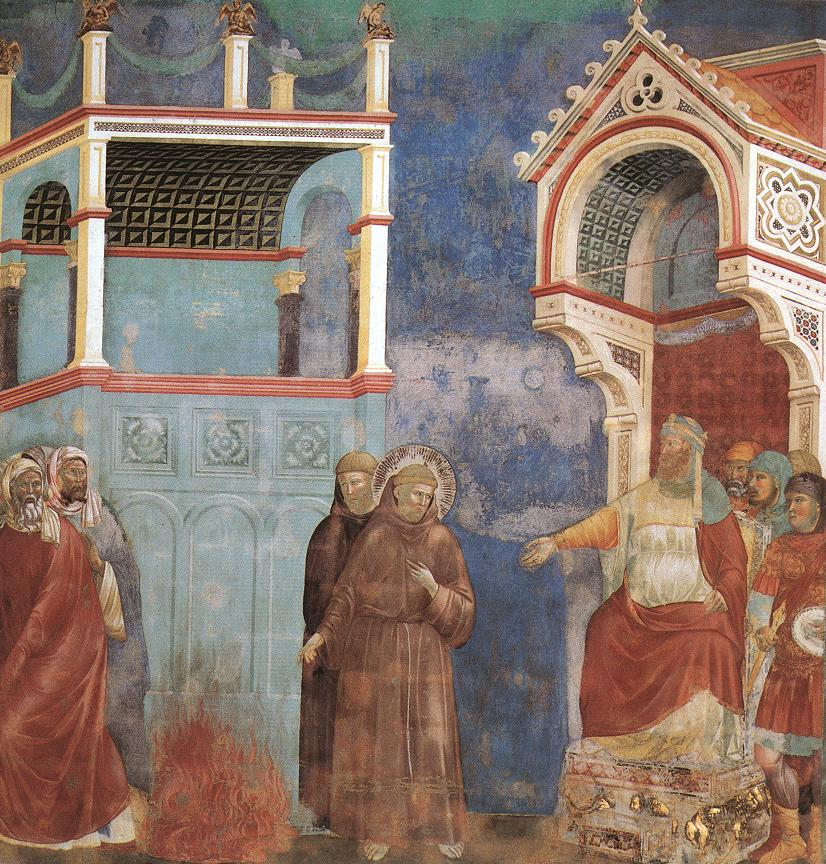
La prova del fuoco
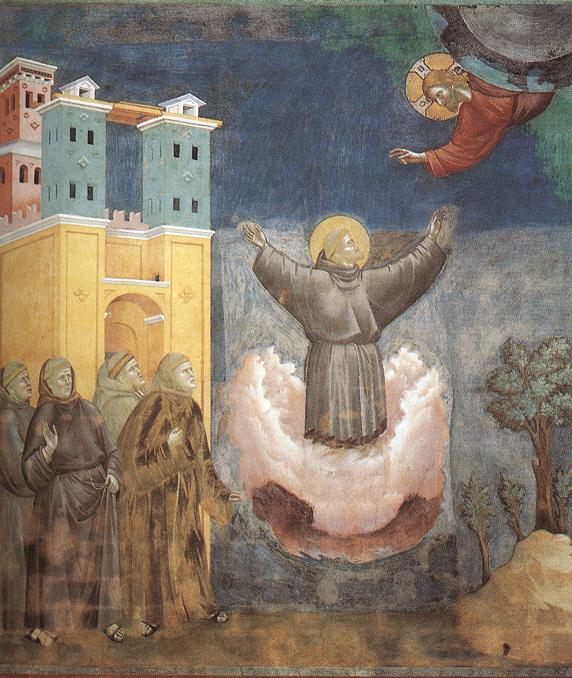
L'estasi
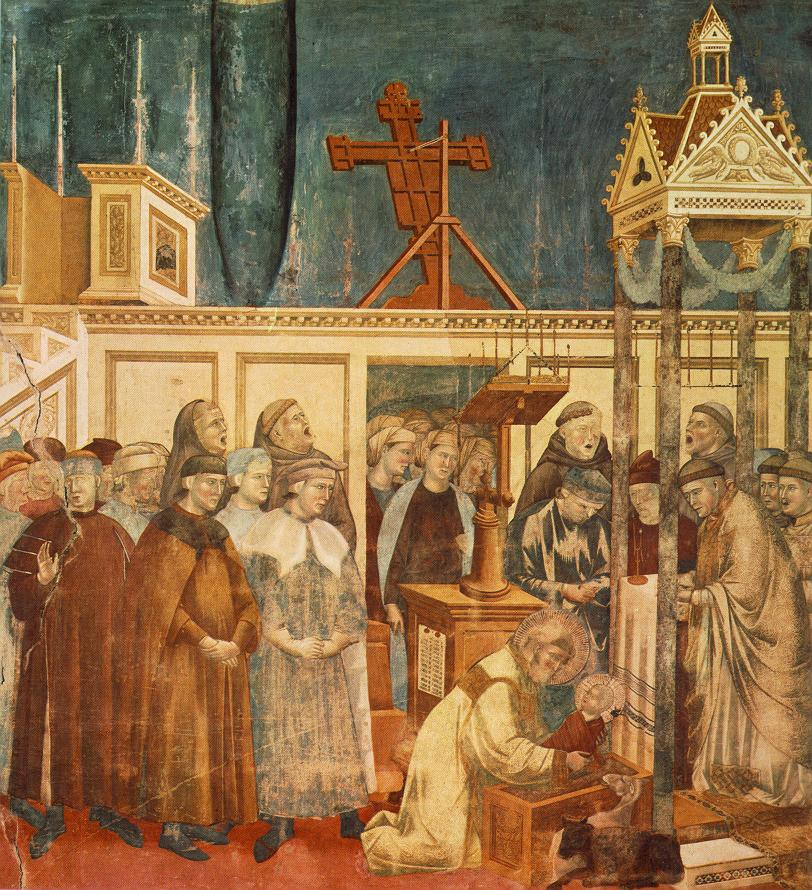
Il presepe di Greccio

- 10. Cacciata dei diavoli da Arezzo: "Quando il beato Francesco vide sopra la città di Arezzo i demoni esultanti e al suo compagno disse: "Va', e in nome di Dio scaccia i diavoli, così come dal Signore stesso ti è stato ordinato, gridando da fuori della porta: "; e come quello obbedendo gridò, i demoni fuggirono e subito pace fu fatta.'"
- 11. San Francesco davanti al Sultano: "Quando il beato Francesco per la fede in Cristo volle entrare in un grande fuoco coi sacerdoti del Sultano di Babilonia; ma nessuno di loro volle entrare con lui, e subito tutti fuggirono dalla sua vista."
- 12. San Francesco in estasi: "Come il beato Francesco, pregando un giorno fervidamente, fu scorto dai frati levarsi da terra con tutto il corpo, con le mani protese; e una fulgidissima nuvoletta risplendette intorno a lui."
- 13. Presepe di Greccio: "Come il beato Francesco, in memoria del Natale di Cristo, ordinò che si apprestasse il presepe, che si portasse il fieno, che si conducessero il bue e l'asino; e predicò sulla natività del Re povero; e, mentre il santo uomo teneva la sua orazione, un cavaliere scorse il <vero> Gesù Bambino in luogo di quello che il santo aveva portato."

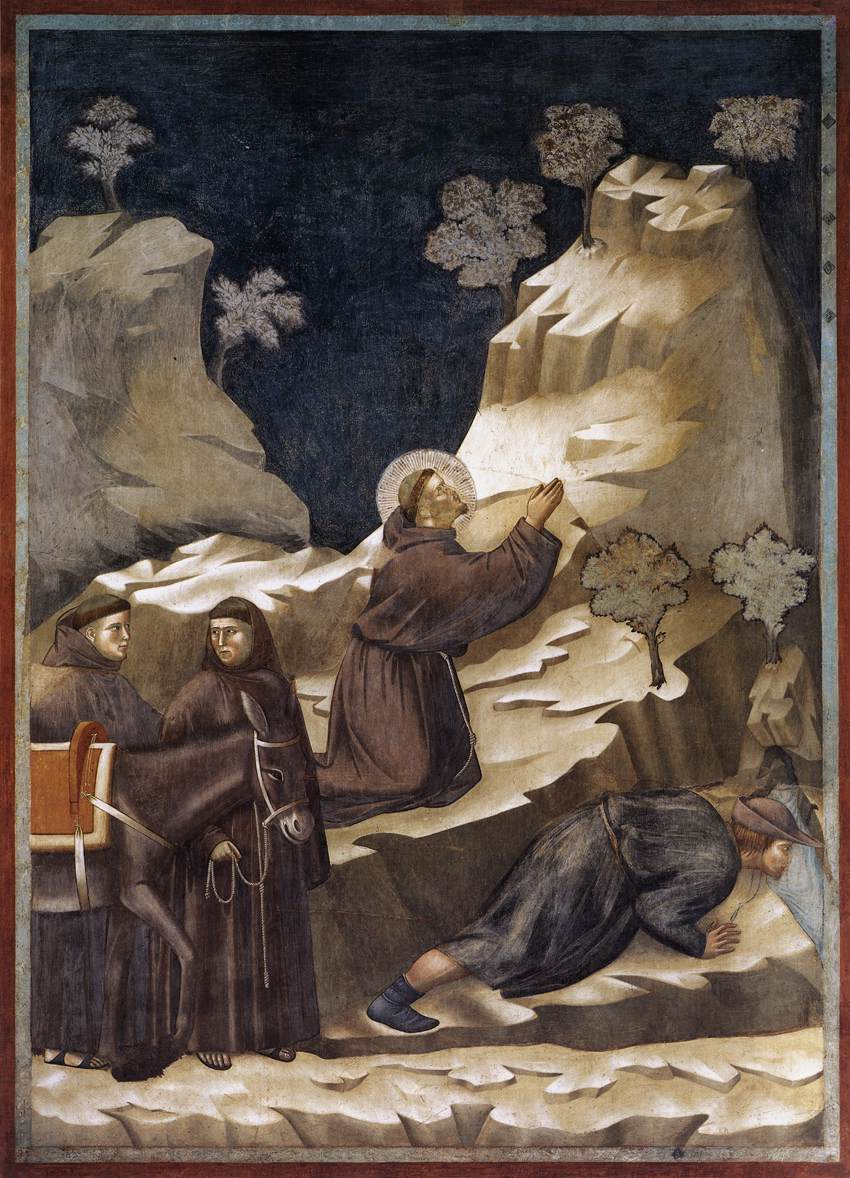
Il miracolo della fonte
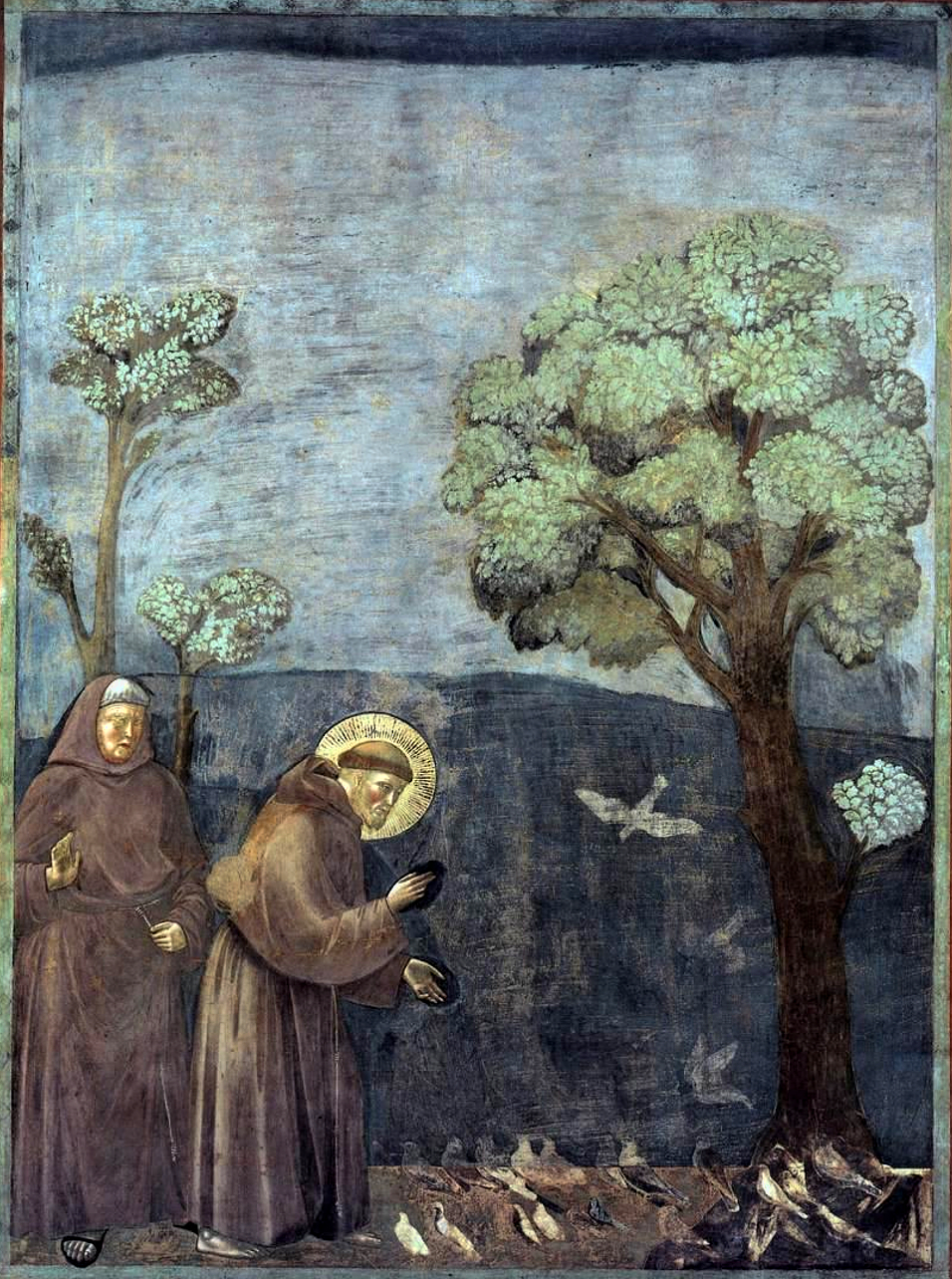
La predica agli uccelli

- 14. Miracolo della sorgente: "Salendo il beato Francesco sopra un monte in groppa all'asino di un povero uomo a causa di un'infermità, e invocando il detto uomo, che si sentiva morir di sete, un poco d'acqua, ne cavò da una pietra: la quale né prima v'era stata, né poi fu vista."
- 15. Predica agli uccelli: "Andando il beato Francesco verso Bevagna, predicò a molti uccelli; e quelli esultanti stendevano i colli, protendevano le ali, aprivano i becchi, gli toccavano la tunica; e tutto ciò vedevano i compagni in attesa di lui sulla via."

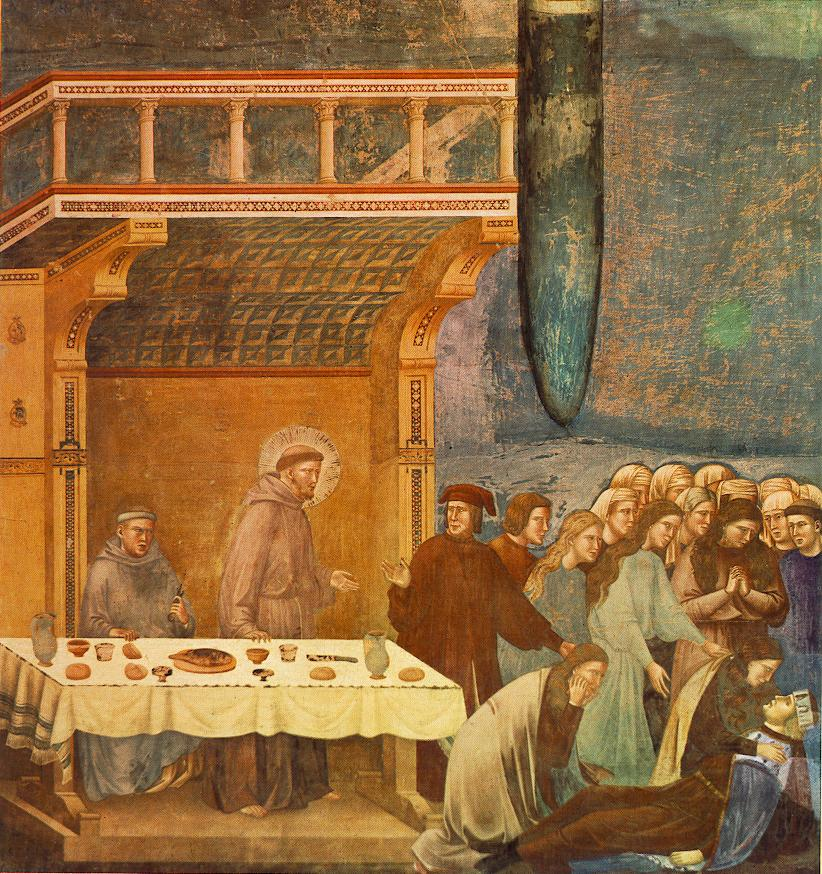
La morte del cavaliere di Celano
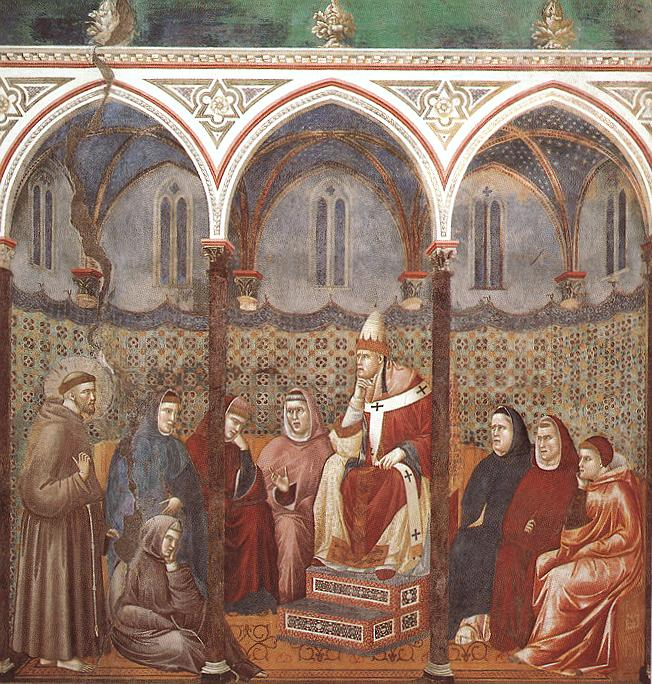
La predica dinanzi a Onorio III
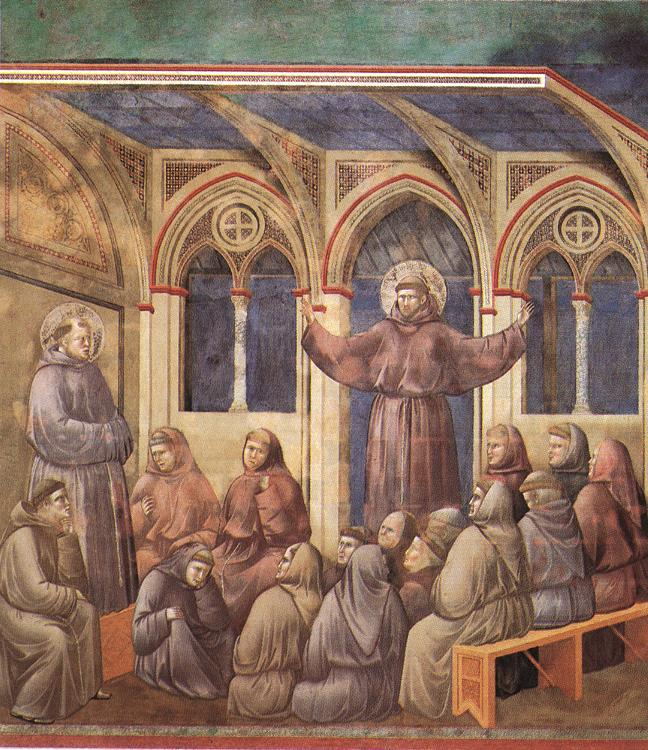
L'apparizione al Capitolo di Arles
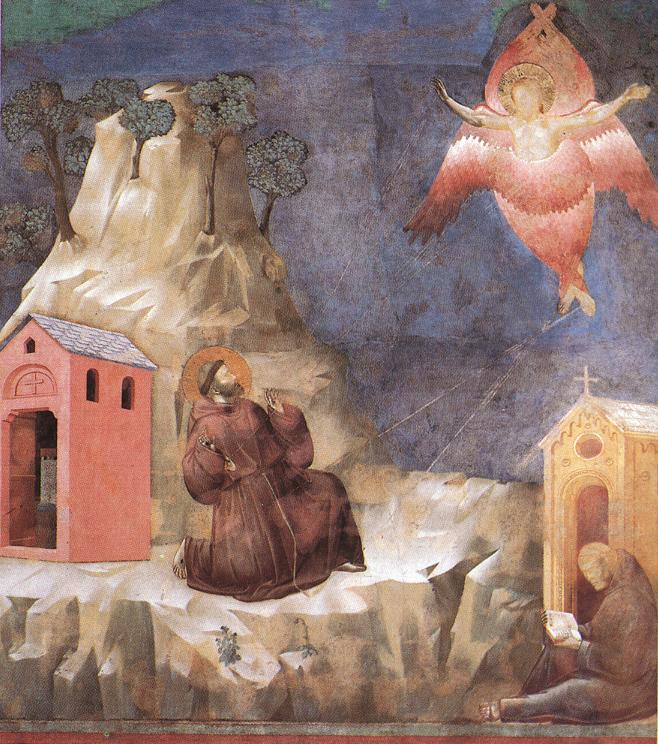
Le stimmate

- 16. Morte del cavaliere di Celano: "Quando il beato Francesco impetrò la salute dell'anima per un cavaliere di Celano, che devotamente a pranzo l'aveva invitato; il quale, dopo la confessione e dopo aver disposto per la sua casa, mentre gli altri si mettevano a mangiare, d'improvviso esalò l'anima, addormentandosi nel Signore."
- 17. Predica davanti ad Onorio III: "Quando il beato Francesco, al cospetto del santo papa e dei cardinali, predicò con tale devozione e tale efficacia da apparire chiaramente come egli parlasse non con dotte parole d'umana sapienza, ma per divina ispirazione."
- 18. San Francesco appare al Capitolo di Arles: "Predicando il beato Antonio in capitolo ad Arles sul titolo della Croce, il beato Francesco, benché corporalmente assente, apparve; e stese le mani, benedisse i frati, così come poté vedere il frate Monaldo; e gli altri frati ne ebbero una grande consolazione."
- 19. San Francesco riceve le stimmate: "Pregando il beato Francesco sul fianco del monte della Verna, vide Cristo in aspetto di serafino crocefisso; il quale gl'impresse nelle mani e nei piedi e anche nel fianco destro le stimmate della Croce dello stesso Signore Nostro Gesù Cristo."

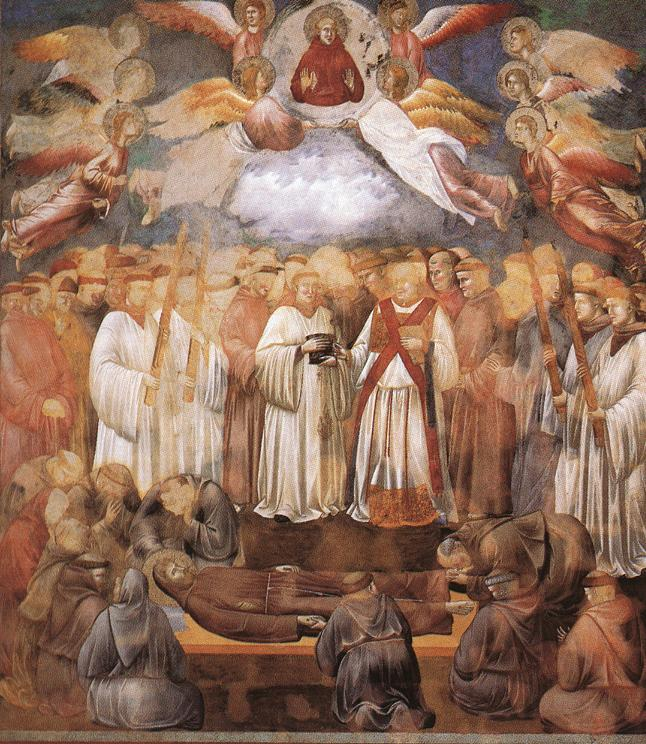
Il trapasso
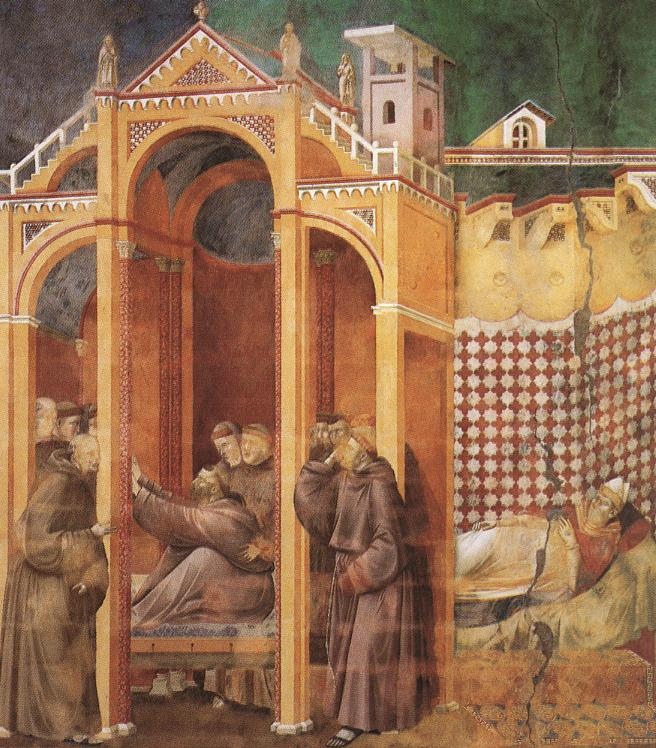
Apparizioni in punto di morte
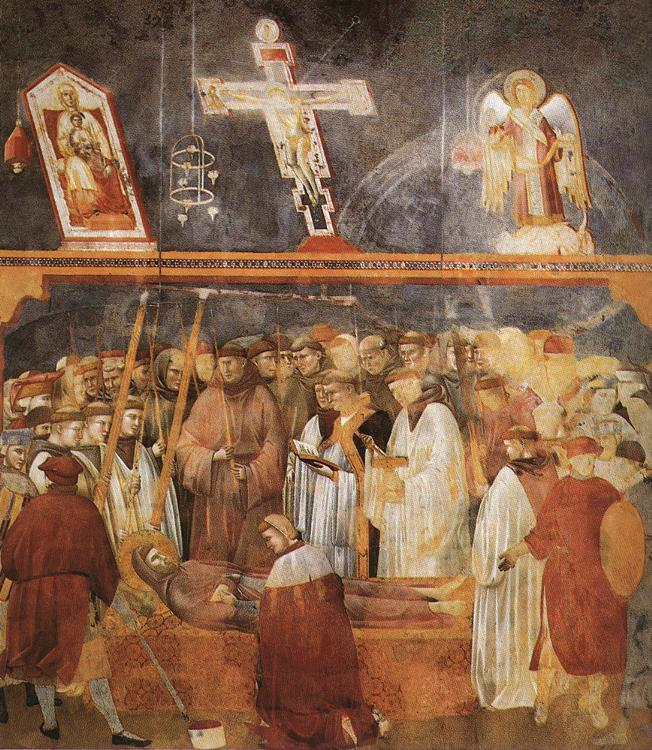
L'accertamento delle stimmate

- 20. Morte di San Francesco: "Come, nel momento del trapasso del beato Francesco, un frate vide l'anima sua salire al cielo sotto forma di stella fulgidissima."
- 21. Visioni di frate Agostino e del vescovo di Assisi: "Il ministro, in Terra di Lavoro, infermo e presso alla fine e già da tempo avendo perduto la loquela, gridò e disse: "Aspettami, padre, vengo teco"; e subito spirato, seguì il santo padre. Oltre a ciò, essendo il vescovo sopra il monte di San Michele arcangelo, vide il beato Francesco che gli diceva: "Ecco che salgo in cielo"; e in tale ora fu così trovato."
- 22. Girolamo esamina le stimmate: "Nella Porziuncola giacendo morto il beato Francesco, messer Geronimo, celebre dottore e letterato, moveva i chiodi, e le mani, i piedi, il costato del santo con le proprie mani frugava."

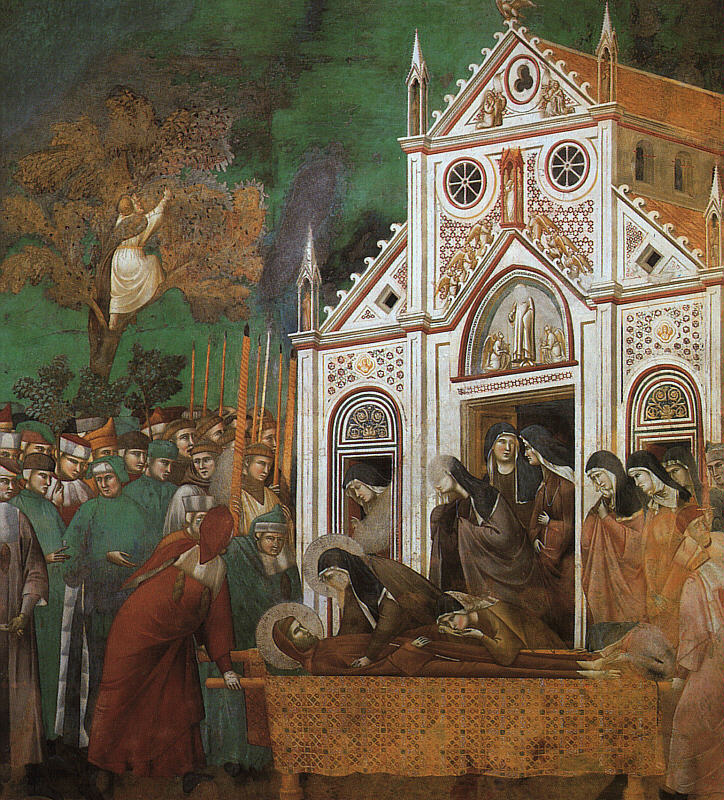
Il pianto delle clarisse
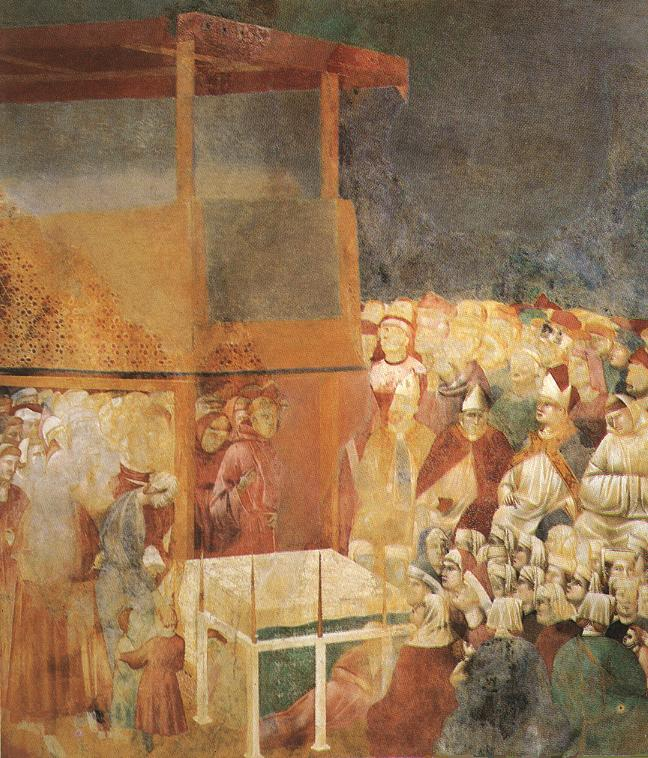
La canonizzazione
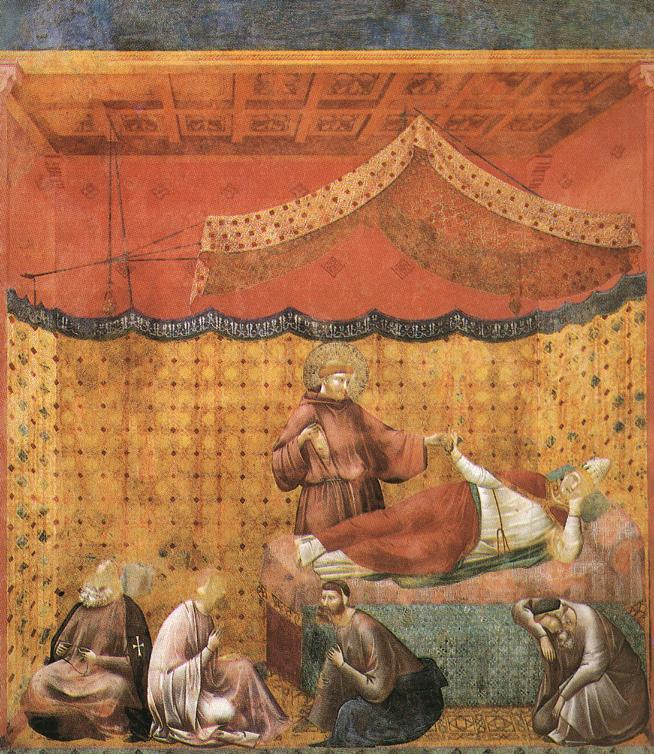
L'apparizione a Gregorio IX

- 23. Saluto di santa Chiara e delle sue compagne a san Francesco: "Le turbe che erano convenute, trasportando verso la città d'Assisi con rami d'alberi e moltitudine di ceri accesi il sacro corpo fregiato delle celesti gemme, lo presentarono alla vista della beata Clara e delle sacre vergini."
- 24. Canonizzazione di san Francesco: "Quando il santo papa venendo in persona alla città di Assisi, diligentemente esaminati i miracoli, per consiglio dei frati suoi canonizzò il beato Francesco e l'iscrisse nel novero dei santi."
- 25. San Francesco appare a Gregorio IX: "Dubitando alquanto il santo papa Gregorio della piaga del costato, gli disse in sogno il beato Francesco: "Dammi una fiala vuota". E, come gliela diede, la si vide riempire dal sangue del costato."

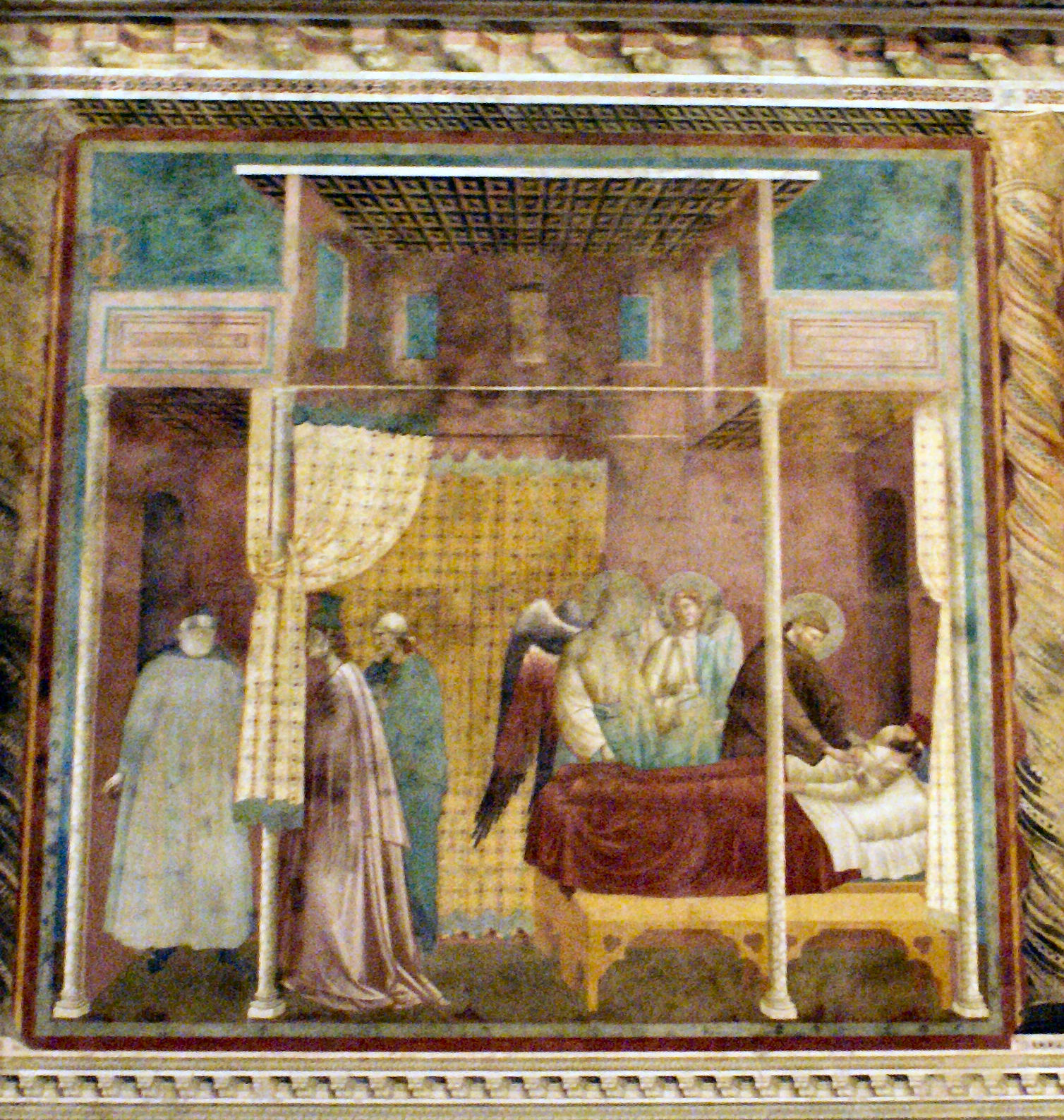
La guarigione dell'uomo di Lerida
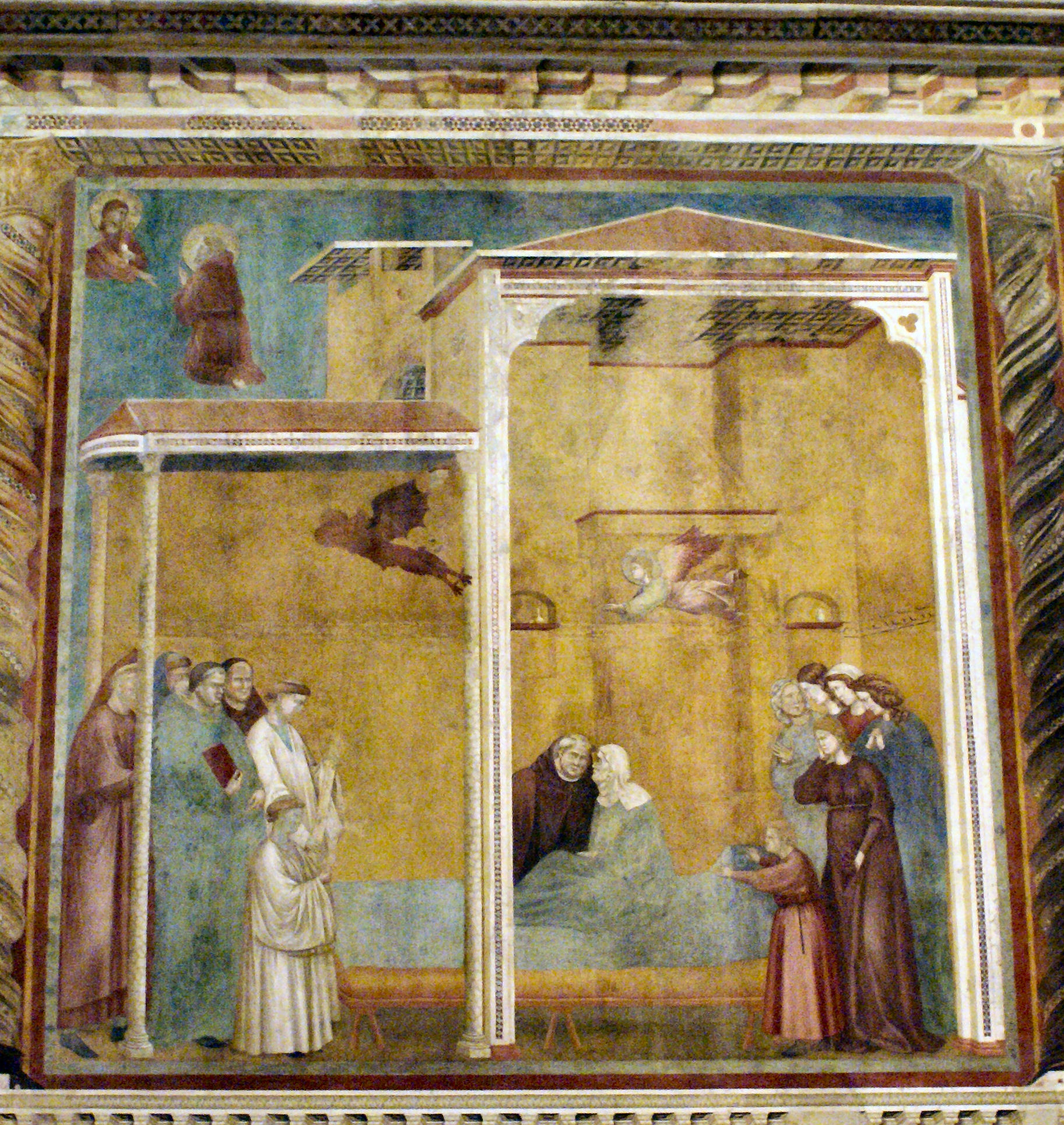
La confessione della donna di Benevento
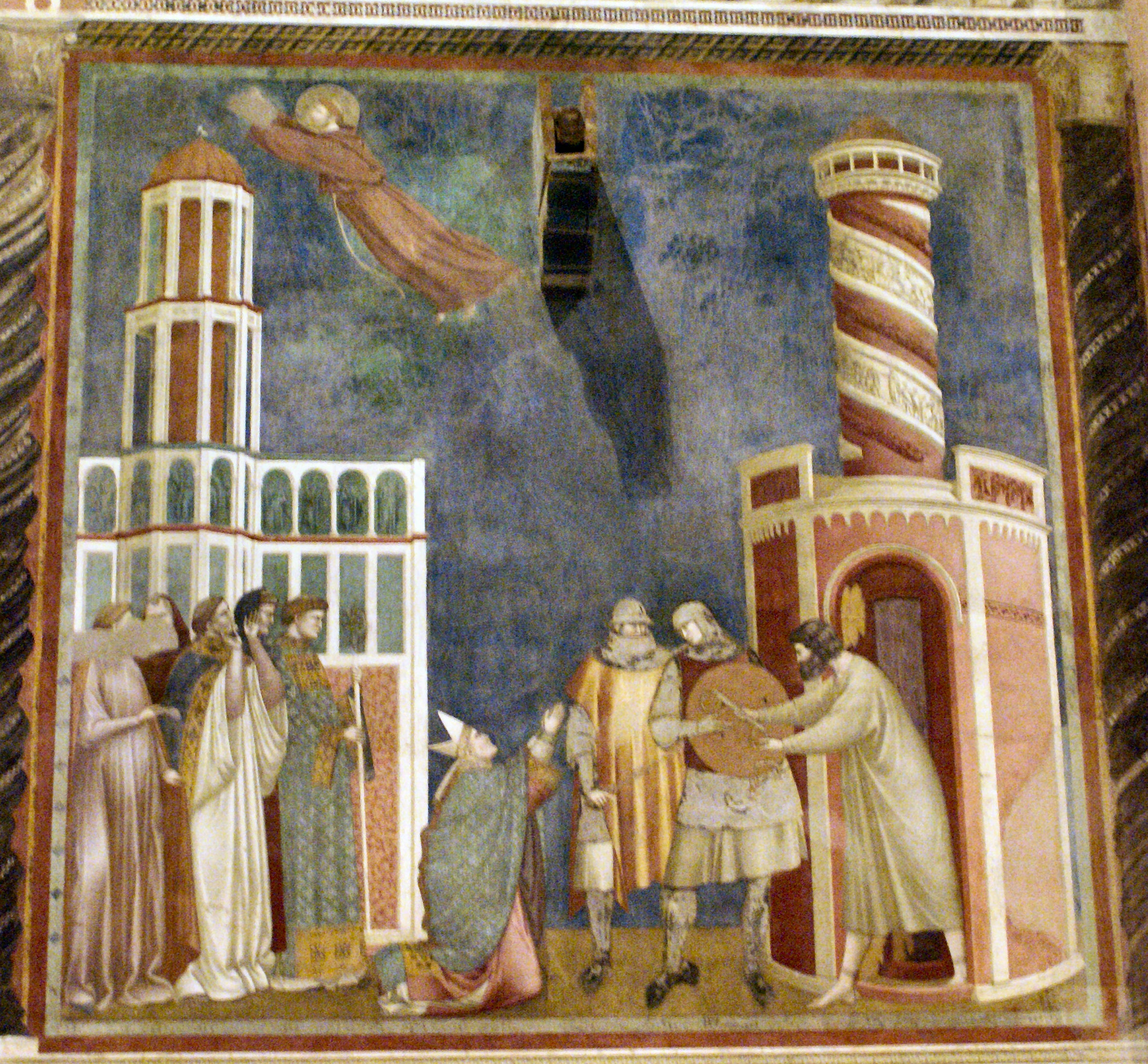
La liberazione dell'eretico Pietro di Alife

- 26. Guarigione dell'uomo di Ilerda
- 27. Confessione della donna resuscitata
- 28. San Francesco libera l'eretico Pietro di Alife